# Takānlū
Takānlū (persiska: تکانلو) är en ort i Iran.   Den ligger i provinsen Ardabil, i den nordvästra delen av landet, 500 km nordväst om huvudstaden Teheran. Takānlū ligger 653 meter över havet och antalet invånare är 688.
Terrängen runt Takānlū är huvudsakligen kuperad, men den allra närmaste omgivningen är platt.Runt Takānlū är det ganska tätbefolkat, med 58 invånare per kvadratkilometer. Närmaste större samhälle är Germī, 13,9 km sydost om Takānlū. Trakten runt Takānlū består i huvudsak av gräsmarker.